# Kolhol
Kolhol (Gronings: Kolle) is een gehucht in de gemeente Eemsdelta in de provincie Groningen in Nederland. Het gehucht ligt ten oosten van Zijldijk. Het gehucht ligt aan een oude zeedijk die in 1444 werd aangelegd.
In het gehucht lagen waarschijnlijk drie voorwerken: Den Hoornsterweg 8 en Kolholsterweg 3 behoorden bij het klooster Bloemhof uit Wittewierum en boerderij Feldwerder Voorwerk op de hoek Kolkweg-Kolhamsterweg zou aan het klooster Feldwerd uit Oldenklooster hebben behoord.
Groningen: Steden en dorpen      Nederland: Provincies · Gemeenten